# 布拉任卡
50°34′19″N 28°44′51″E / 50.57194°N 28.74750°E
布拉任卡（烏克蘭語：Браженка）是烏克蘭北部的村莊，隸屬日托米爾州的日托米爾區。該村始建於1649年，面積0.16平方公里，海拔高度201米，2001年人口256。